# Turisme a Bogotà
La ciutat de Bogotà capital de la República de Colòmbia, és una de les principals destinacions turístiques del país. Malgrat no comptar amb platges ni clima tropical, Bogotà és una metròpoli que compta amb diverses activitats culturals i és seu d'importants esdeveniments de nivell internacional; la ciutat també ofereix una àmplia varietat de restaurants de menjar internacional i llocs especialitzats en l'esbarjo nocturn, destaquen igualment els seus parcs, museus, centres comercials i la seva arquitectura.

## Rerefons

Centre de Bogotà

Bogotà 2.600 metres més a prop de les estrelles és una expressió popularitzada per l'administració districtal per impulsar el turisme a Bogotà i amb la qual es busca, amb la seva altitud, fer ressaltar una de les característiques particulars d'aquesta ciutat i de les ciutats andines en general. Bogotà també ha estat anomenat El Balcó dels Andes com per exemple el Parc dels Nevados ubicat sobre la Serralada Central que pot ser apreciat durant les matinades aclarides des dels turons de Bogotà. A pocs minuts de la ciutat, en els afores de Facatativá també és possible apreciar una espectacular vista panoràmica del Vall del Magadalena i de part i un trajecte del Riu, i també vistes panoràmiques de les poblacions ubicades a les faldilles de la serralada oriental.
La ciutat de Bogotà és una de les més organitzades i netes de Llatinoamèrica. Les polítiques de cultura ciutadana impulsades, entre d'altres, per líders com l'exalcalde Antanas Mockus han generat sentit de pertinença i respecte entre els ciutadans.
Fa més de 200 anys, el famós explorador i científic alemany Alexander von Humboldt va visitar Bogotà i impressionat pel seu desenvolupament intel·lectual i les seves institucions científiques la va denominar L'Atenes suramericana.
Encara avui, Bogotà contínua fent honor al qualificatiu donat per Humboldt, la ciutat és bressol de més de 100 universitats, i un nombre similar de museus dels quals el més notable és el Museu de l'Or, que exhibeix la col·lecció més gran d'or precolombí.
Bogotà ha estat escollit en el 2007 per La UNESCO com la Capital Mundial del Llibre a causa de la seva xarxa de biblioteques públiques i privades alhora que és la capital Iberoamericana de la cultura.

## Principals llocs turístics

### Monserrate

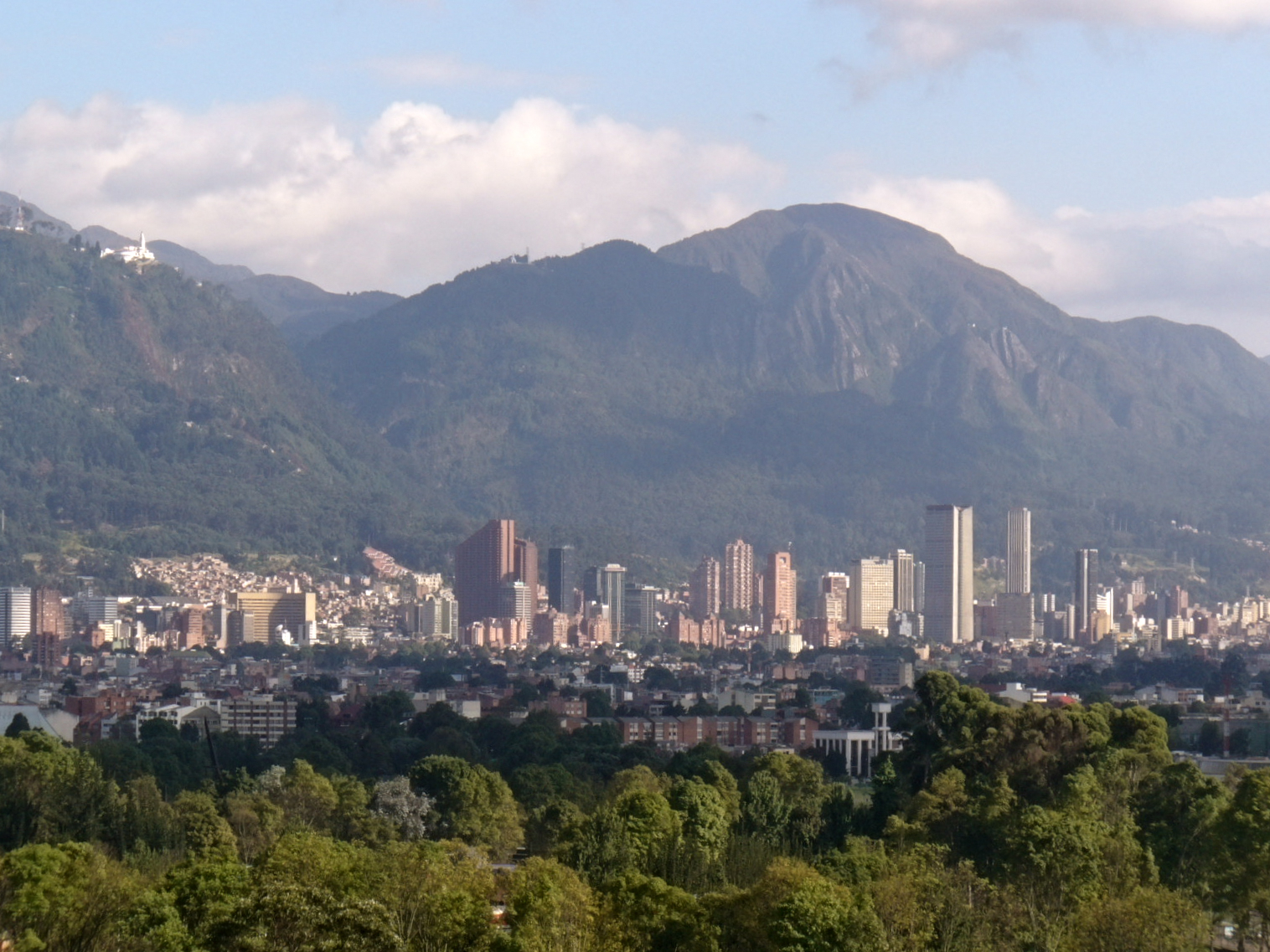
Monserrate vist des del Parc Salnitre màgic

Un dels aspectes que primer crida l'atenció de qui visita Bogotà són els seus turons aixecats com com a parets i amb construccions i torres d'antenes als seus cims i sens dubte Monserrate no pot passar desapercebut.
Per arribar al cim, la forma més còmoda és a través del telefèric o del funicular l'estació del qual s'ubica al peu del bescoll|turó. També es pot pujar caminant, però aquest recorregut és només recomanable per a aquells que tenen un molt bon estat físic i els seus pulmons estan acostumats a l'altura|alçària.
Al cim hi ha una varietat de coses per veure i divertir-se. Monserrate ofereix una espectacular vista panoràmica. El mirador al costat del santuari és el lloc ideal per fer fotografies de la ciutat i per apreciar-la en tota la seva extensió. El santuari del Señor Caido de Monserrate és una església catòlica molt coneguda, lloc tradicional de peregrinació Bogotà i colombians en general, és un bon lloc de repòs per a aquells la visita dels quals és de peregrinació. Hi ha restaurants populars com també n'hi ha elegants i per a viatgers amb diferents pressuposts. El carrer del Candeler, una rèplica d'un carrer de Bogotà del segle xix. El recorregut sobre el cim es pot fer a peu o sobre les cadires elevades el preu de les quals és mòdic, per apreciar el conjunt des de l'alt.

### La Candelaria

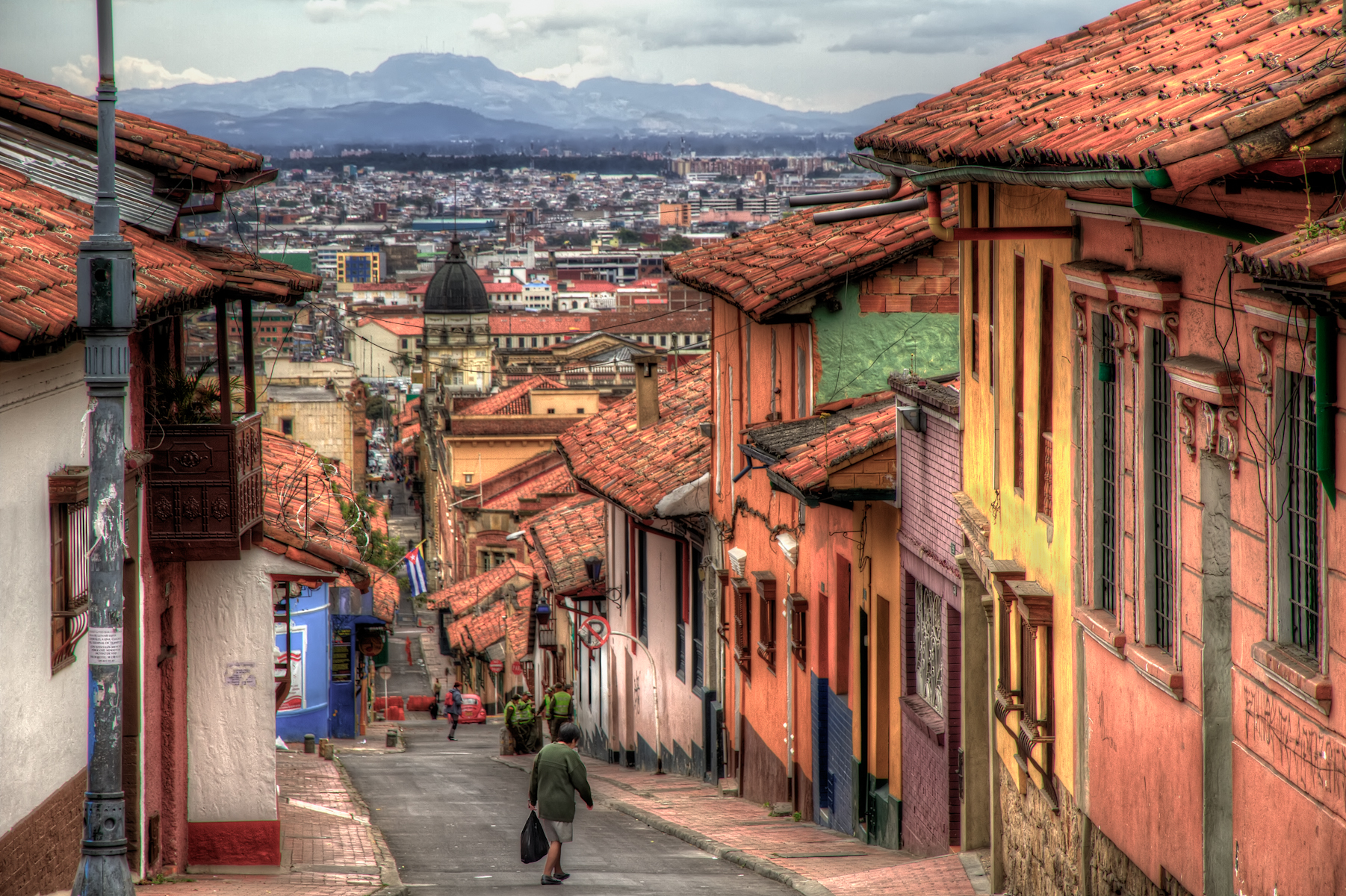
La Candelaria de Bogotà és el cor històric i cultural de la ciutat

La Localitat de La Candelaria de Bogotà és el cor històric i cultural de la ciutat. Com en els seus començaments l'activitat comercial de la ciutat es movia turó a baix i cap al nord, l'arquitectura colonial es va poder mantenir gairebé intacta. El centre històric de Bogotà és un dels més ben preservats a Llatinoamèrica. Ha atret artistes, escriptors i intel·lectuals en general, que han omplert el sector de teatres, biblioteques i universitats. Allà es poden veure, especialment les cases colonials amb les seves finestres enrajades, portons tallats, sostres de teules vermelles i parafangs|ràfecs.
El sector institucional de La Candelaria, situat en la part baixa de la zona, es caracteritza per agrupar les edificacions que són seu dels diferents òrgans|orgues del govern nacional i del Districte Capital: la Presidència i el Congrés de la República, la Cort Suprema de Justícia i l'Alcaldia Major de Bogotà. El centre geogràfic d'aquestes edificacions, a excepció del Palau de Nariño o casa dels presidents de Colòmbia, el constitueix la plaça de Bolívar.
El sector agrupa edificacions religioses de gran interès com la Catedral Prevalguda de Colòmbia i la Capella del Sagrari situades a la plaça de Bolívar, l'església de la Concepció al Carrer 10 amb Carrer 9 i l'església San Juan de Dios al Carrer 12 amb Carrer 10. Es troben importants museus com la Casa Museu del 20 de juliol en el costat nord-oriental de la plaça, també conegut com a la Casa del Gerro, i els museus del segle xix, Arts i Tradicions Populars, Casa Museu Francisco José de Caldas i Església Museu de Santa Clara, tots ells ubicats sobre el Carrer 8 entre Carrers 7 i 9.

### Usaquén

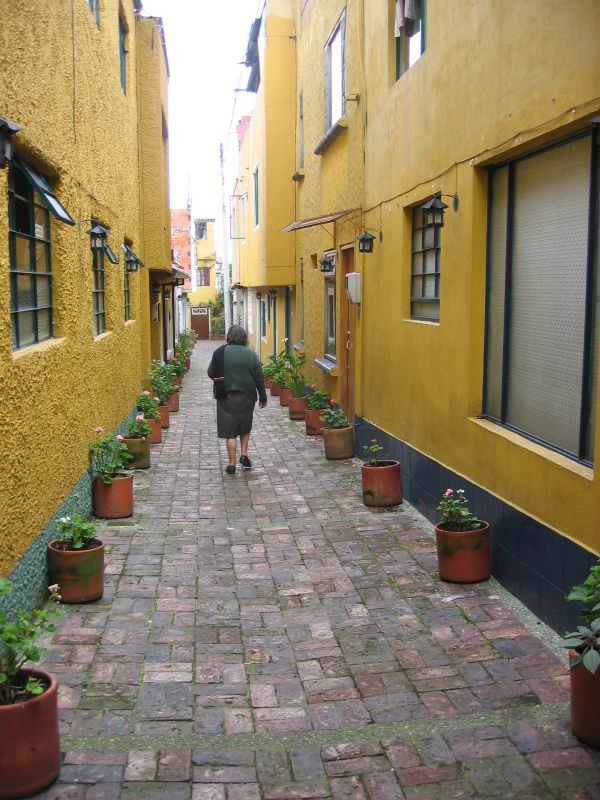
Carrer a Usaquén

El seu nom prové d'Usacá, filla de Tisquesusa, i a qui fray Domingo de les Cases va casar amb el capità espanyol Juan María Cortés, que va rebre com a dot aquestes terres. El poble va ser fundat pels indígenes cap a 1539 però després va abandonar per ordre dels espanyols el 1777. Usaquén també és coneguda pels seus habitants com a terra del sol. En l'època de la Colònia, la regió d'Usaquén incloïa La Calera, Chía i Guasca, constituint-se en pas obligat dels viatgers cap a Tunja. Usaquén va ser testimoni de diferents enfrontaments durant la guerra d'independència. El 1846 novament es constitueix en municipi i el 1860 es dona la celebra batalla d'Usaquén entre Tomás Cipriano de Mosquera i les tropes del govern.
El barri Usaquén, ubicat a la localitat del mateix nom, està caracteritzat per tenir una gran quantitat de restaurants i bars. En conserva bastant de l'arquitectura colonial, la qual cosa, encara que no és gaire gran ni té andanes especialment bones, ho fa agradable per caminar.
A més d'això és una zona que ha preservat la seva naturalesa d'estil colonial, la qual viu en harmonia amb la moderna; és molt particular la visita a aquest sector per apreciar l'enllumenat decembrino a la plaça principal.

### Centro Internacional
S'estén del Carrer 24 al Carrer 32, entre els Carrers 5 i 14, i es va constituir com el primer sector financer de la ciutat. La zona ofereix una gran riquesa que inclou valors històrics, culturals, recreatius i naturals. La Recua de San Diego, església franciscana en el Carrer 7 amb Carrer 26, és símbol entorn del qual es desenvolupa un dels conjunts més singulars arquitectònics de Bogotà. Al capdavant es troba un complex comercial, financer i de serveis turístics.
Algunes de les edificacions del Centre Internacional han estat declarades Monument Nacional: l'esmentada Recua de San Diego; el Museu Nacional de Colòmbia (Carrer 7 amb Carrer 28), antiga penitencieria que acull la més completa col·lecció de peces que sintetitzen la història de Colòmbia; les Torres del Parc (Carrer 27 amb Carrer 5), conjunt residencial el disseny del qual ha merescut el reconeixement internacional, la plaça de Braus de Santamaría i l'Hotel Tequendama

## Museus

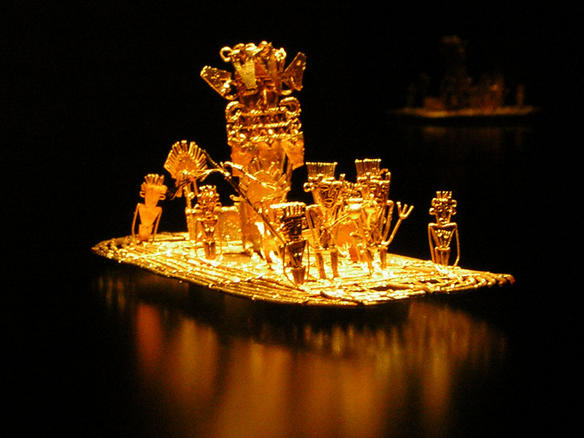
El museu de l'Or compte amb 35 mil peces precolombines d'or.

Bogotà compte amb una gran varietat de museus dins dels quals es destaquen el museu de l'Or que compta amb 35 mil peces d'or i tumbaga i, gairebé 30 mil objectes en ceràmica, pedra, closca, os i tèxtils. El museu Botero donat per l'artista Fernando Botero i que compta amb algunes de les seves obres i diverses pintures que pertanyien a la seva col·lecció privada. Un altre museu a destacar és el Museu Nacional de Colòmbia, que és el més antic del país i compte amb una important col·lecció d'art i sovint realitza exposicions temporals internacionals.
Un altre dels museus destacats és Maloka definit com el parc temàtic sobre ciència i tecnologia més gran de Sud América.

## Turisme ecològic
Bogotà compta amb sectors veïns a reserves naturals on es realitzen activitats de càmping, muntanyisme i excursió entre d'altres. Una de les reserves més importants és l'Erm de Sumapaz, que és considerat l'erm més gran del món. Es troba a una hora de la localitat de Usme al sud de la ciutat. Allà es poden trobar diverses espècies animals com l'os d'ulleres de llarga vista, cérvols, àguiles i còndors. l'Est erm fa part de la Sabana de Bogotà la qual compte amb nombroses reserves forestals i llocs d'acampada, així com llacunes i poblacions turístiques tals com Guatavita, Neusa o Chingaza.

## Esdeveniments i festivals
Bogotà quanta amb importants esdeveniments de talla internacional com el Festival Iberoamericà de Teatre de Bogotà que es realitza cada dos anys a la ciutat i que compta amb un gran nombre d'obres de teatre de carrer i teatre de sala provinents de les companyies més destacades teatrals de tot el món. És considerat l'encontre|trobada teatral més gran del món.
Es destaquen també la Fira internacional del llibre, el carnaval de Bogotà i el festival de música rock al parc.

## Transport

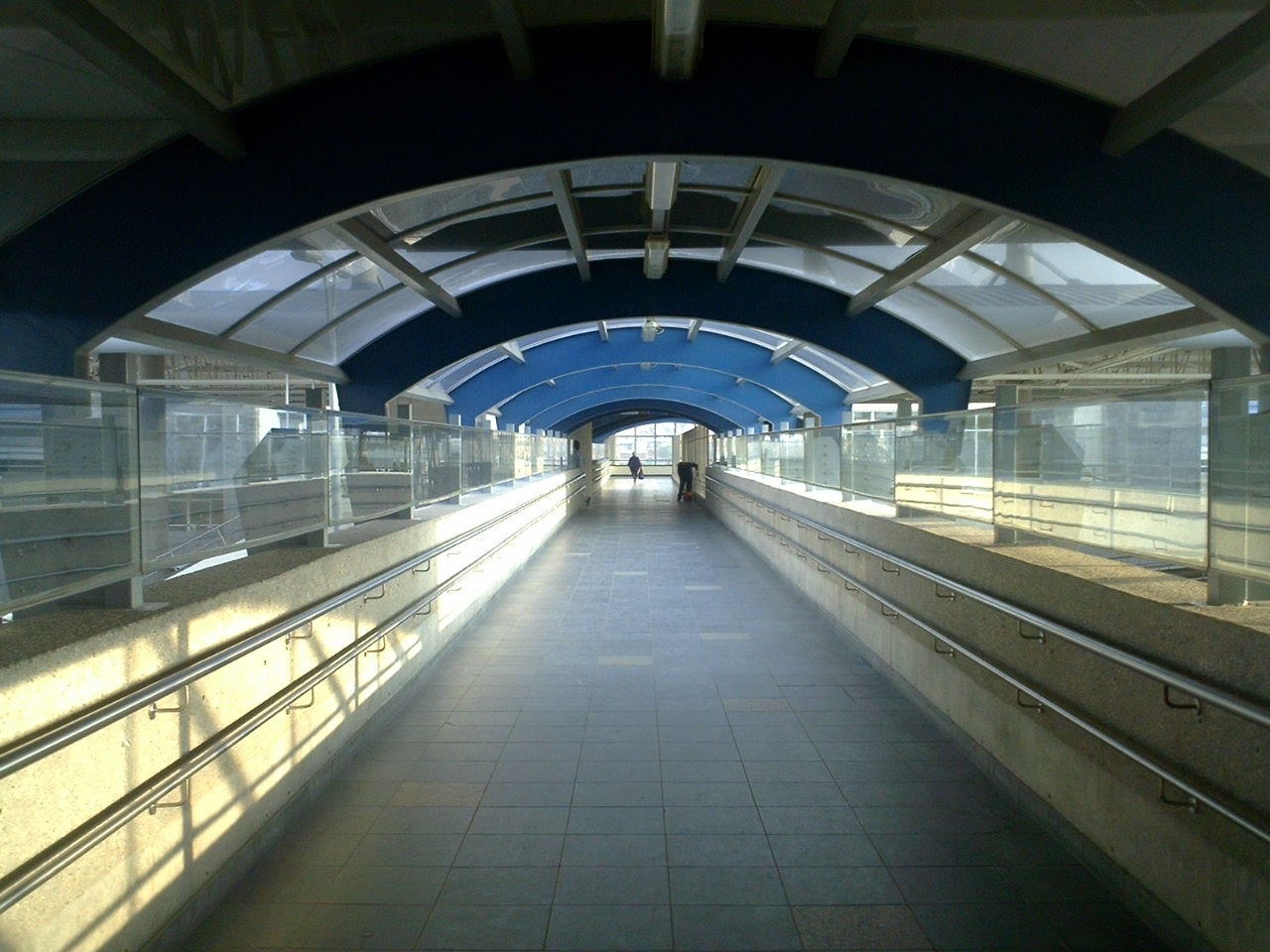
Estació Portal de Las Américas de Transmilenio.

La forma més eficaç de recórrer Bogotà sense dificultat és a Transmilenio, el sistema de transport massiu més important de Colòmbia, ja que el seu enginy, baix cost, i bon acompliment, han estat els principals factors perquè altres ciutats nacionals, i d'enfora, hagin optat per copiar aquest sistema de transport.
L'opció de prendre un taxi dins de la ciutat és molt segura, és la ciutat amb més taxis de Colòmbia i es poden aconseguir a qualsevol moment del dia.

## Parcs i Places
Bogotà té un ampli sistema de parcs que integra cada un d'aquests per mitjà de corredors per als vianants i ciclorutes, a més de ser una ciutat que ha sabut conservar cada un dels seus llocs emblemàtics i mantenir-los i anar avançant la construcció d'espais de recreació moderns que interactuen en perfecta harmonia amb els antics, aquests són els parcs, placetes i places més importants de la ciutat.
- Parc Metropolità Simón Bolívar

És un conjunt de parcs i zones verdes i un excel·lent centre de desenvolupament de la ciutat que es troba en el centre geogràfic d'aquesta, a prop a la zona El Salitre i de la Universitat Nacional de Colòmbia.
Es va començar a construir l'any 1966; inicialment contenia una caseta esportiva. El 1968 en ocasió a la visita del Papa Pablo VI per al 39è Congrés Eucarístic Internacional es va construir un petit temple, al qual se li va denominar Templet Eucarístic. Per a aquesta època el parc ja comptava amb llacs i se sembraven els primers arbres. Posteriorment es va construir un segon templet per a la visita del Papa Juan Pablo II el juny de 1986. Actualment el parc compta amb una infraestructura de ciclovies, camins per als vianants, aparcament per a automotors i una plaça cerimonial (coneguda com la plaça d'Esdeveniments) amb capacitat per a 140.000 persones; la major part d'aquesta infraestructura va ser remodelada, va restaurada o va readequada a més de les addicions de ciclorutes, alberedes i altres obres importants.
En l'actualitat aquest parc és l'escenari de molts esdeveniments culturals i recreacionales com|com a concerts, fires, festivals i competències.

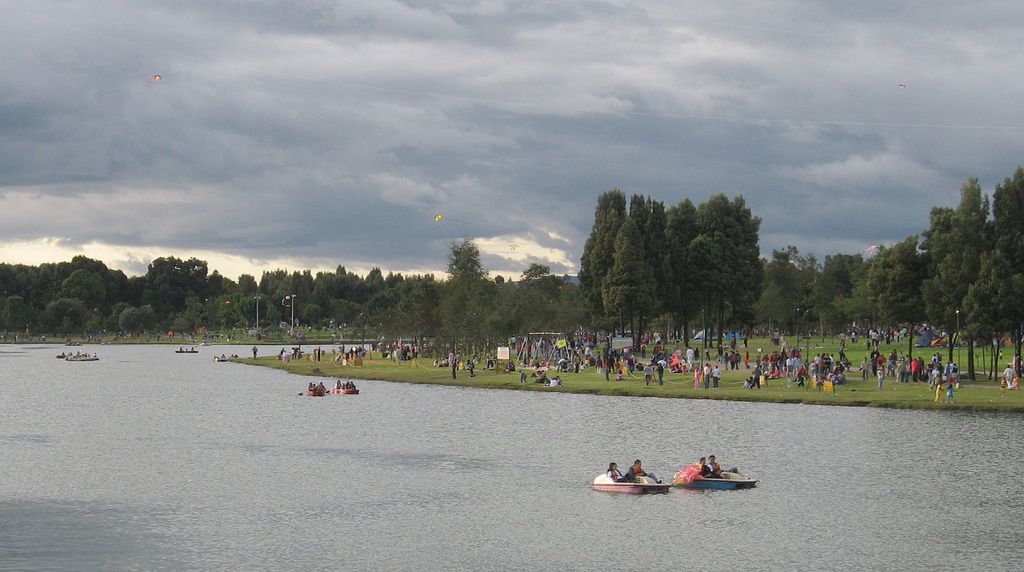
Parc Simon Bolivar

- Jardí Botànic José Celestino Mutis

El Jardí Botànic José Celestino Mutis va ser creat el 1955, donant-li aquest nom en honor de l'insigne botànic, que va ser un dels primers que va estudiar i que va classificar la Flora del virregnat de Nova Granada.
Per iniciativa del Consell de Bogotà, DC, amb el projecte 088 de l'any 2003, va ser designada com a flor insígnia de Bogotà Districte Capital a l'orquídia, Odontoglossum luteopurpureum Lindl., ja que es va considerar de gran rellevància destacar aquesta orquídia, característica dels bescolls|turons veïns a la sabana de Bogotà, perquè sigui especialment protegida, ja que es troba en perill d'extinció.
En les seves 20 hectàrees allotja més de 18206 accessions de plantes vives, especialitzant-se en les de l'àrea andina, és un escenari multicultural on es pot gaudir d'un llac i una naturalesa silvestre molt rica, un dels boscos de Palma de Cera més grans del país, i adaptacions i representacions naturals vives d'erm, selva amazònica, paisatge andí, plana de l'orinoquía, pantà, etc.
- Parc de la temporada 93

És un parc ubicat a la localitat de Chapinero, en una de les zones més distingides de la ciutat, és pol del desenvolupament comercial, és d'estil internacional i seu al voltant es poden trobar importants restaurants de cuina internacional, bars i centres comercials.
- Parc Metropolità El Tunal

Aquest és un parc ubicat al sud de la ciutat al qual es pot arribar en Transmilenio, està ubicat a prop al populós barri de Bogotà El Tunal, zona residencial que en el seu entorn inclou un dels més antics centres comercials de la metròpoli, Centre Comercial Ciutat Tunal; el parc està integrat a la Biblioteca El Tunal, administrada per Biblored i inclou diferents zones completes per a la pràctica dels esports, parcs infantils, escenari per a esdeveniments, punts de menjar|dinar i diferents petits llacs; aquesta en un dels punts més contaminats del sud de Bogotà.
- Parc Metropolità Timiza

El parc està ubicat en el qual era antigament un parc de diversions del sud de la ciutat, en el centre d'aquest es troba un llac on es poden rendir bots i una basta zona amb arboris i llocs per a la pràctica d'esports i entreteniment familiar a més de tenir una gran varietat d'espècies biodiverses pròpies d'aquest ambient humit de Bogotà.
- Parc de la Independència

Aquest parc s'ubica just davant el Centre Internacional de Bogotà, considerat com un dels parcs de major tradició a la ciutat; es va inaugurar el 1910 per celebrar el primer centenari de la independència de Colòmbia.
És molt conegut el Pavelló o Quiosc de la llum, bella peça arquitectònica d'estil neoclàssic, obra de l'arquitecte italià Pietro Cantini. Tambien és molt conegut dins de l Planetari de Bogotà i la plaça de Braus a més d'un harmònic conjunt que formen junt amb el Museu d'Art Modern en aquest terreny inclinat ple de boscos d'eucaliptus.
- Parc Nacional Olaya Herrera

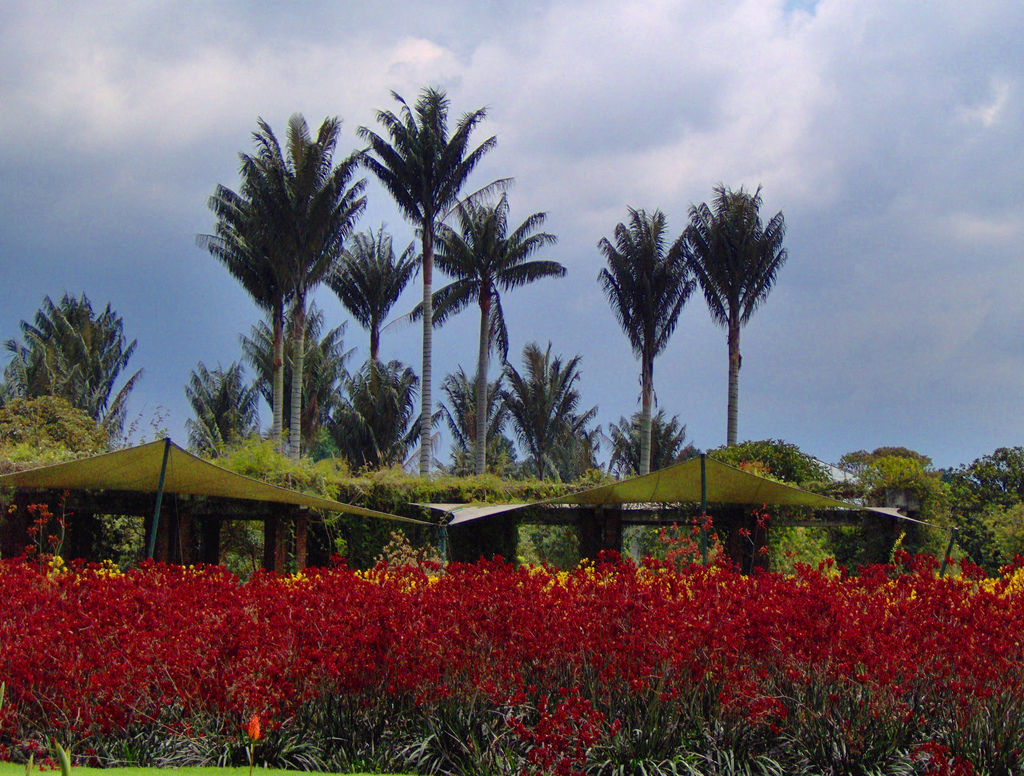
Jardí Botànic Jose Celestino Mutis

Compta amb 283 hectàrees i amb altures|alçàries compreses entre els 2.600 i els 3.154 metres d'altura|alçària. El sector occidental concentra els valors històrics, culturals i recreatius: teatre infantil El Parque, canxes de futbol, microfutbol, tennis, voleibol, bàsquet i hoquei.
El sector oriental, comprès entre l'Avinguda Circunvalar i els Bescolls|Turons Orientals està proveït de gran biodiversitat en flora i fauna, abundants fonts d'aigua i generosa arborització, predominant els boscos d'eucaliptus, acàcies, urapanes i xiprers.

## Parcs de Diversions
- Salnitre Magico

Aquest parc d'atraccions va ser construït als terrenys de l'antic parc el salnitre i ofereix una de les ofertes d'entreteniment més completes del país, té un parc aquàtic i dues de les més modernes muntanyes russes de Colòmbia, a més d'atraccions per a totes les edats, zones de jocs de destresa, menjars|dinars i un ampli aparcament.
- Mundo Aventura

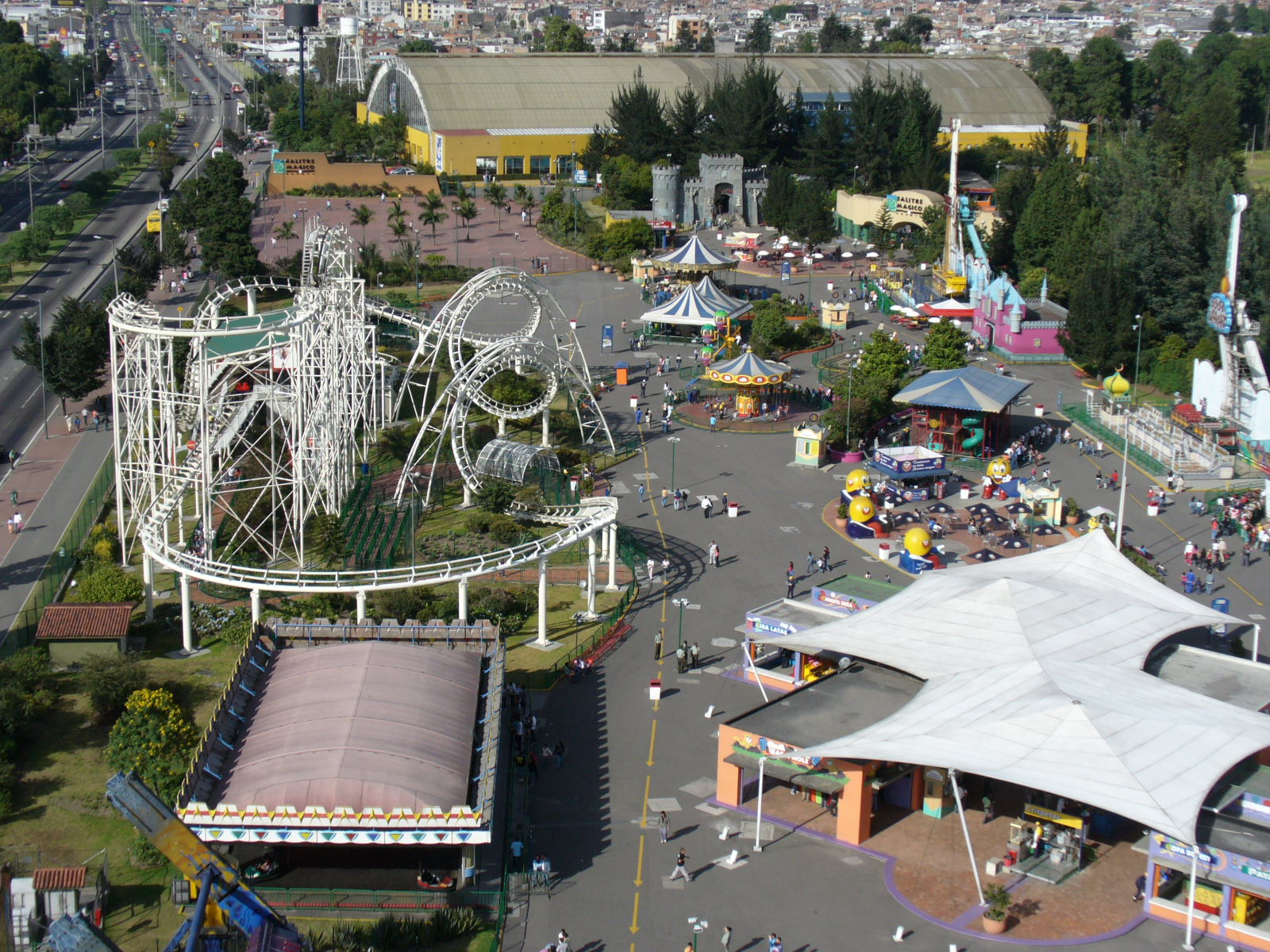
Parc Salitre Magico

Parc temàtic que és potser el més popular de la ciutat, en el qual es poden trobar diferents àrees destinades a cada edat, un exemple d'això és Mundo Pombo; un lloc destinat als nens amb atraccions per als més petits. Entre les seves atraccions més famoses es troben la seva Zona per a Paintball, el Skycoaster, l'Extreme i els Troncs, atracció familiar on les persones viatgen en barques i baixen de dues caigudes d'aigua on són totalment esquitxades d'aigua.
- Divercity

Aquest no és en si un parc d'atraccions, és un parc temàtic, ubicat en el Centre Comercial Santafe al nord de la ciutat.
La idea d'aquest parc és que els nens juguin a ser grans, poden treballar, tenir cèdula, una targeta de crèdit, i desenvolupar el que desitgin ser en el futur, aquest té un diari escrit pels mateixos nens a més d'una línia de caixers automàtics i un canal de televisió tancat.

## Biblioteques
Bogotà té el més complet cobriment en biblioteques del país el que la va convertir, en el 2007 en la Capital Mundial del Llibre, aquests són alguns d'aquests centres de la cultura que són pols de desenvolupament pedagògic de la ciutat
- Biblioteca Virgilio Barco

Està ubicada en un sector molt central de la ciutat, a prop del Parc Metropolità Simon Bolívar, als seus voltants es pot gaudir d'àrees verdes i ciclorutes; té el servei d'aparcament subterrani, i la biblioteca dissenyada per l'arquitecte Rogelio Salmona acull 150.000 volums en una àrea de 16.092 m². La Biblioteca és considerada una fita en l'arquitectura contemporània colombiana i una de les millores obres de l'autor.
- Biblioteca El Tunal

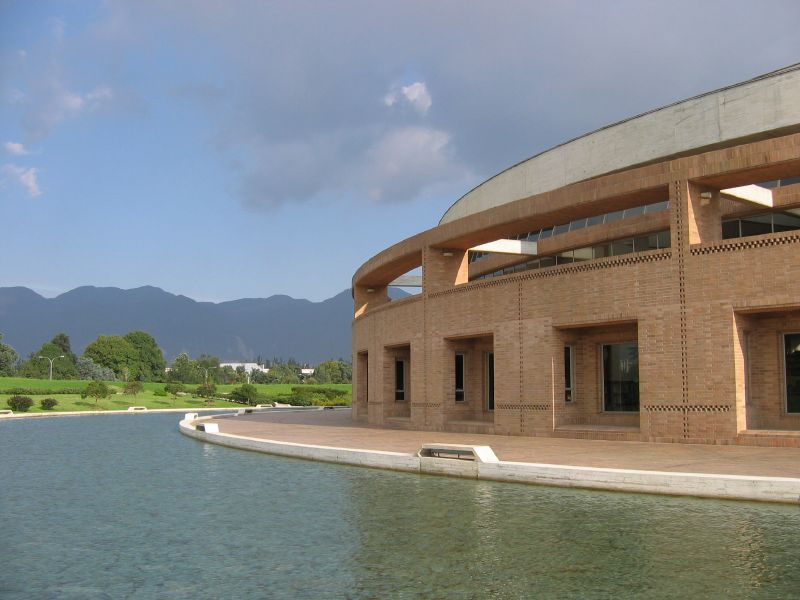
Biblioteca Virgilio Barco (Bogotà - Colombia)

Està ubicada al sud de la ciutat i forma part del Parc El Tunal; en el seu interior hi ha espais per a l'esbarjo de la cultura, en total alberga 110.000,
Té un sala de lectura amb catàlegs electrònics, hemeroteca, sales per a treball|feina de grup, sales de computadors destinats a Internet, multimèdia i capacitació. També hi ha una videoteca, fonoteca, reprografies amb impressió de documents digitals.
L'àrea infantil consta d'una sala de lectura, computadors, ludoteca i patis per a activitats a l'aire lliure. Tot això es troba en una construcció de 6.826 m².
- Biblioteca El Tintal

A l'occident de la ciutat, aquesta biblioteca alberga 150.000 volums en 6.650 m².
El seu disseny presenta una vista fabril, a causa que abans allà hi havia una Planta de Tractament d'Escombraries i el disseny tracta de conservar aquesta imatge que era tradició en la vida dels de Bogotà.
Compte amb una sala de lectura per a joves i adults amb una capacitat per a 500 persones, la sala es compon d'una sala de referència, hemeroteca, sales per a treball en grup, sala de multimèdia, sala de computadors. A més hi ha una sala infantil amb una capacitat per a 100 nens amb sala de lectura, tallers, ludoteca i multimèdia. Entre les seves facilitats també es compta un auditori per a 160 persones, tres salons múltiples, sala d'exposicions i sala d'informació sobre Bogotà.
- Biblioteca Nacional de Colòmbia

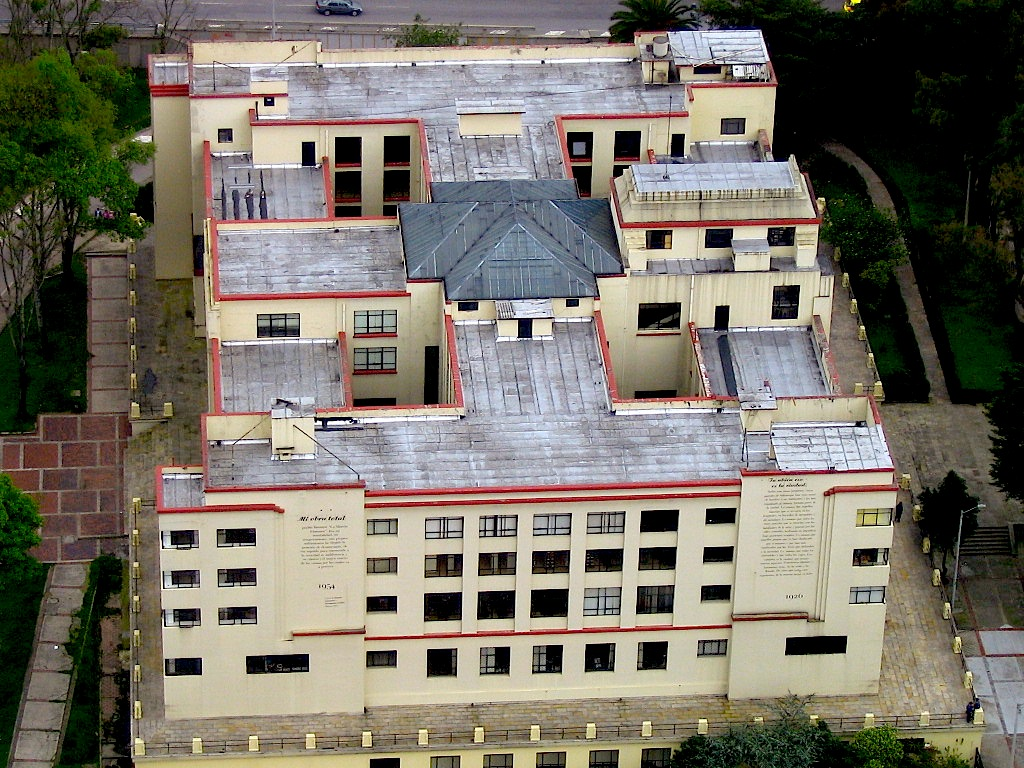
Biblioteca Nacional

Aquesta va ser la primera biblioteca nacional a Amèrica, es troba davant del Parc de la Independència, a prop al Centre Internacional de Bogotà; va ser fundada en XVIII i compte amb prop de dos milions d'impresos dins dels quals es poden trobar verdaderes joies editorials de la història colombiana i universal.
La seva col·lecció inclou 48 llibres incunables universals, 610 volums de manuscrits, nombroses edicions elzevirianes, prop de 30 mil llibres publicats abans de 1800 i nombrosos Llibres Rars i Curiosos. Les primeres publicacions colombianes de 1738 comparteixen el seu espai amb els primers impresos del Perú i Mèxic (del segle xvi). L'Hemeroteca Manuel del Socorro Rodríguez compta amb una completa col·lecció de premsa colombiana del segle xix que inclou l'Avís del Terratrèmol, el primer diari conegut en la història de Colòmbia. La biblioteca té pràcticament tots els llibres impresos a Colòmbia des de 1830.
- Biblioteca Luis Angel Arango

Ubicada al sector de La Candelaria és la més important biblioteca del país i una de les més grans d'America Latina, és la major biblioteca i centre cultural de la ciutat, encara que no forma parteix de la xarxa de biblioteques públiques de BibloRed, ja que no està administrada per l'Alcaldia. Està situada al barri de La Candelaria, en el centre històric. Amb uns 10.000 usuaris diaris. Té, a més, un sistema de préstec per internet que possibilita el lliurament de publicacions a domicili.

## Altres Llocs d'Interès Cultural
- Maloka

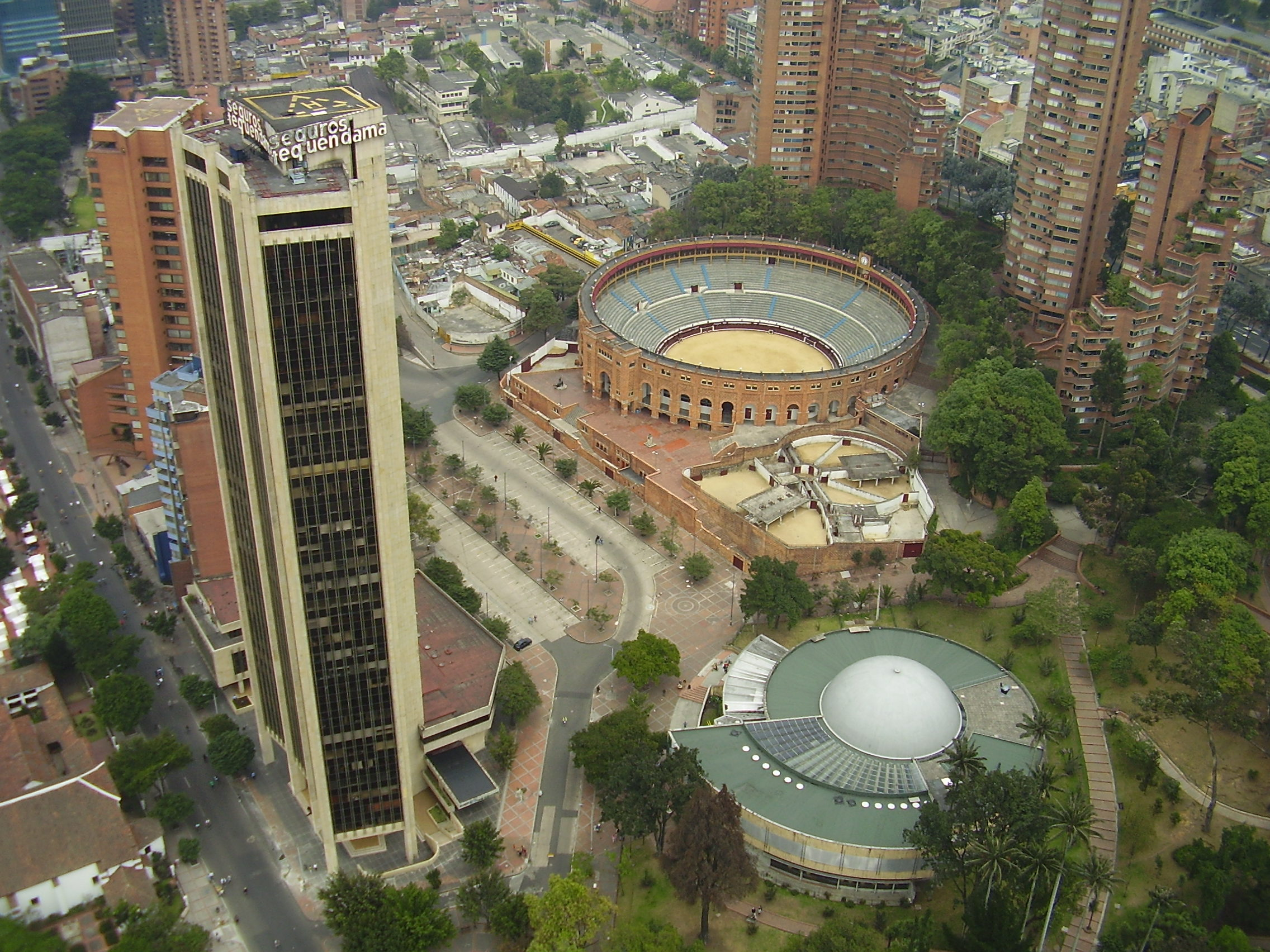
Planetari de Districte

Va ser el primer centre interactiu de ciència de Llatinoamericà, està ubicat al sector de Ciutat Salnitre, a prop al Centre Comercial Salitre Plaza, és gairebé en la seva totalitat subterrani i conté diferents mòduls on s'expliquen conceptes de la tecnologia i la ciència de forma interactiva, tals com les telecomunicacions, la biodiversitat, l'espai, la ciutat, la física, la matemàtica, etc.
a més d'això té una botiga|tenda, un restaurant i un teatre domo, cridat Cinedomo on presenten pel·lícules d'efectes especials i documentals d'interès general.
- Planetari de Bogotà

Està ubicat en el Centre Internacional, al Parc de la Independència, va ser obert el 1969 i des de llavors és seu d'una sèrie de projeccions de les constel·lacions i l'univers a més de tenir en l'exposició de fragments de la missió Apolo i una sala del Museu Bogotà.
- Centre Cultural Gabriel Garcia Marquez
- Quinta de Bolivar
- Centro Cultural La Media Torta
- Fundació Gilberto Alzate Avendaño
- Corferies

Corferias és un epicentre d'esdeveniments de tipus empresarial i cultural, Anualment aquí es du a terme la mundialment reconeguda fira del llibre, En l'any 2008 corferias va ser centre important en el Festival Iberoamericà de Teatre, on se li va concedir el sobrenom de "la ciutat teatre", un altre esdeveniment igualment important dut a terme el juny del mateix any fou Campus Party.

### Arxius
- Arxiu General de la Nació (Colòmbia)
- Arxiu de Bogotà

## Centres Comercials
- Salnitre Plaça

És un dels més tradicionals i importants Centres Comercials de la ciutat, es troba al sector de Ciutat Slitre i té 286 locals per satisfer a seu publico, té amplis espais, plaçoletes i un passadís amb llum natural a cada un dels seus pisos a més de tres hivernacles de bellesa natural. Distribuït a cinc pisos dels quals dos són soterranis de aparcament cobert amb capacitat per a 982 vehicles.
- Centre Comercial Gran Estació

És un dels centres més grans comercials de Bogotà. Inaugurat el 2006, està ubicat a només 10 minuts de l'Aeroport Internacional El Dorado.

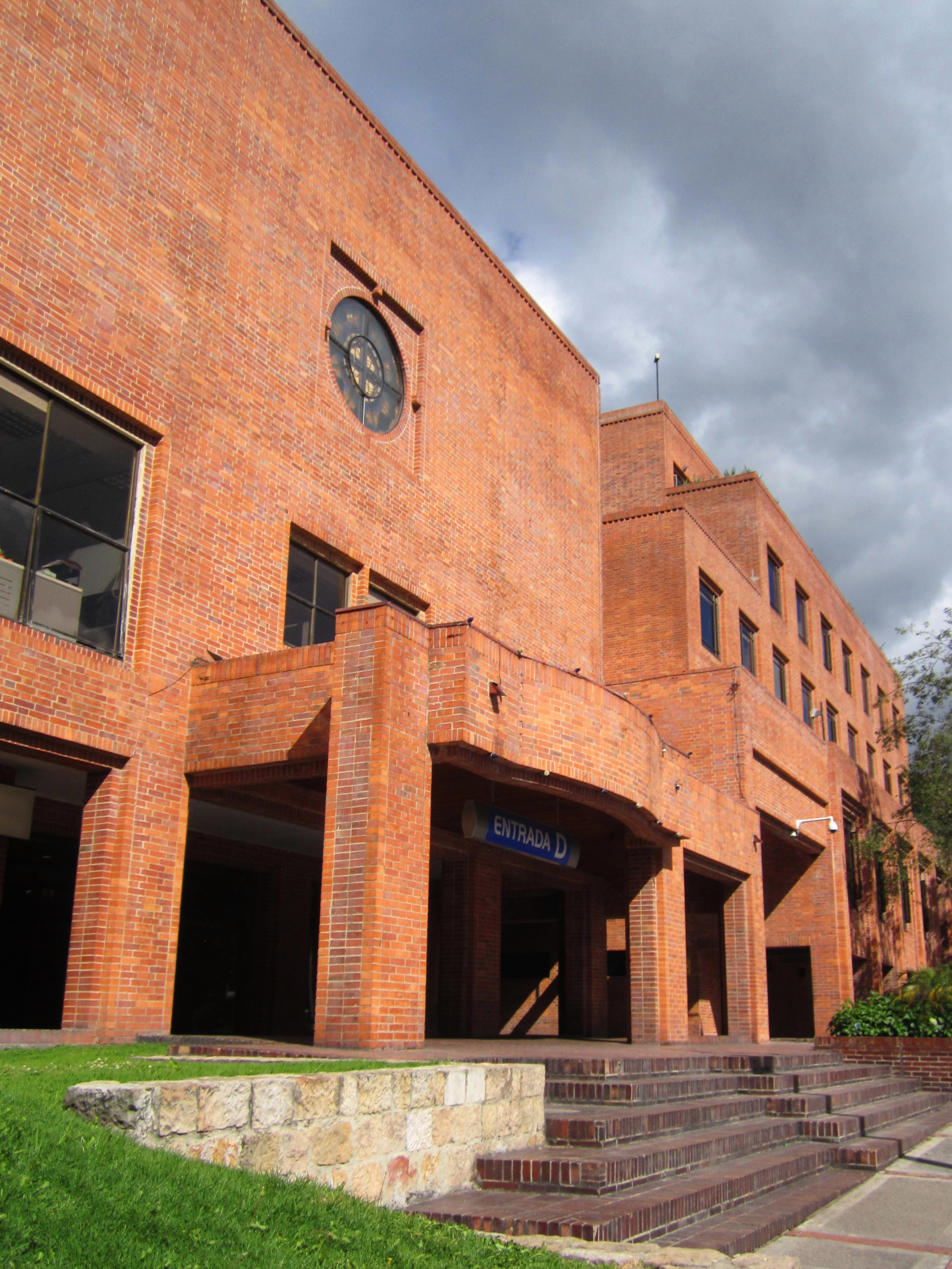
Entrada lateral del centre comercial Hacienda Santa Bárbara.

Compte amb una gran plaçoleta publica, amb colors com els d'uns escacs. Un gran monument als escacs, en els quals s'armen les millors jugades del mes, al món. Aquesta plaçoleta es diu Plaça Metropolitana de Los Alfiles. En el moment de la seva inauguració era el centre comercial amb els locals més costosos del país, ja que el seu valor podia ultrapassar els 3 milions de pesos colombians per metre|metro quadrat.
Té 362 locals i una àrea construïda 126.000 m².
- Unicentro

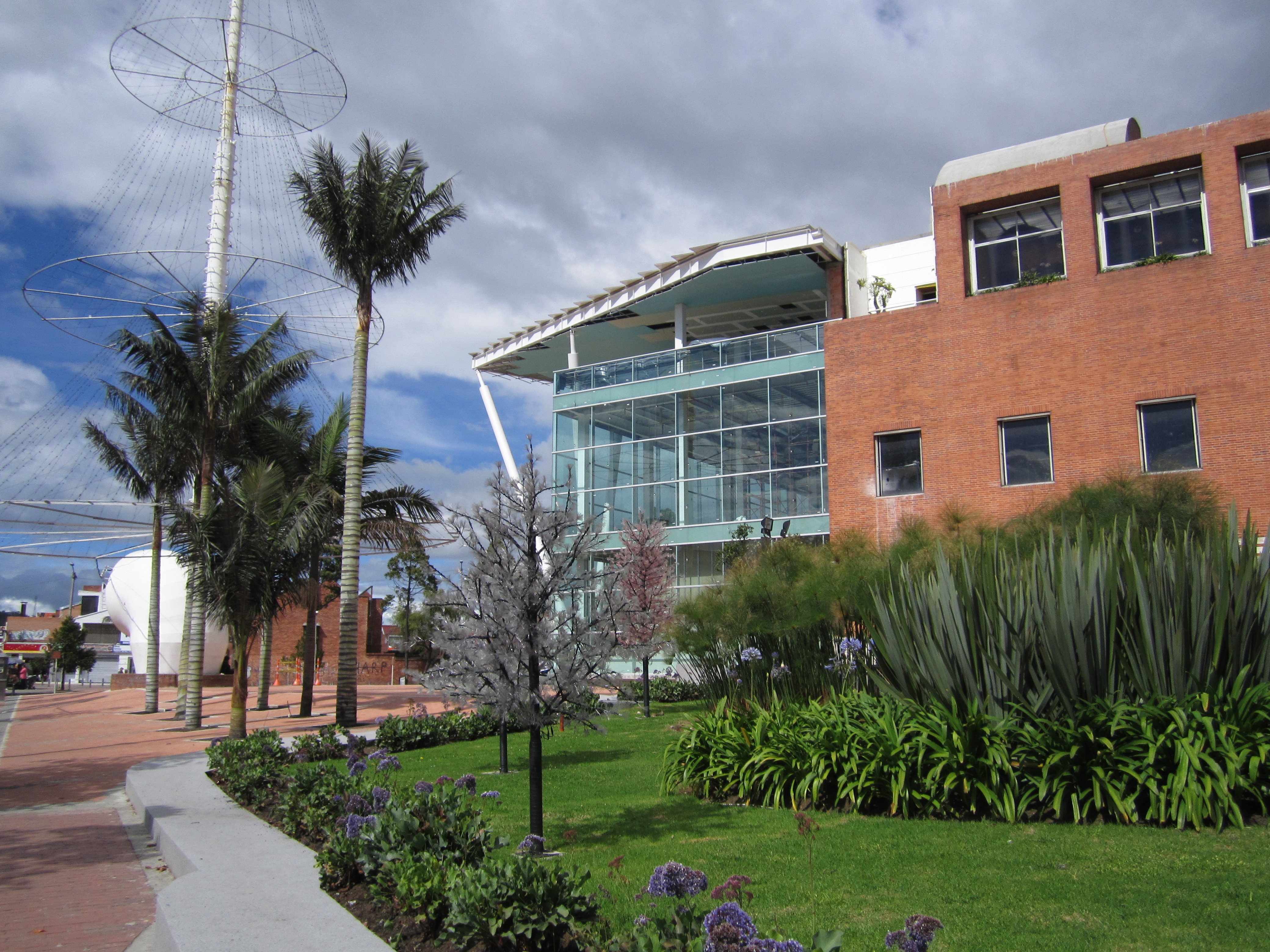
Centre comercial Bulevar Niza

És un centre comercial que originalment va ser construït per l'empresa Pedro Gómez i Cia. a Bogotà, Colòmbia i va ser inaugurat el 28 d'abril de 1976
És un dels més importants i més reconeguts a tot Colòmbia i és considerat el primer cas d'una tendència creixent cap al desenvolupament de grans centres Comercials Múltiplex a Colòmbia que va començar en els anys 1970 i anys 1980, contribuint al desenvolupament comercial de les zones properes a la Carrera 15 i al Carrer 127 al Nord de Bogotà. Va ser el més gran del país fins i tot que va ser superat pel Santafé.
- Centre Comercial Santafé

És un centre comercial localitzat a la ciutat de Bogotà, Colòmbia. És el centre comercial més gran de Colòmbia, inaugurat el 13 de maig de 2006. Compta amb una àrea de 215.000 metres quadrats, distribuïts en uns 500 locals en tres plantes (incloent-hi una plaçoleta de menjars|dinars amb 26 locals i 1.500 cadires) i 10 sales de cinema. Té dos mil tres-cents espais d'estacionaments; També compte amb un auditori.
El centre comercial és a la localitat de Suba, al nororiente de Bogotà, sobre l'Autopista Nord amb carrer 183, on s'està construint un pont vehicular. Té accés pels busos dels municipis veïns a la ciutat i per la ruta alimentadora del sistema TransMilenio provinent del Portal del Nord, "2.1 Mirandela".
- Plaça de les Amériques

És un dels Centres Comercials tradicionals de la ciutat, s'ubica al sud d'aquesta al davant en Parc Mundo Aventura, segons les estadístiques és el més visitat del país, conté una sèrie de places en les quals allotja els seus locals comercials i l'any 2008 s'avança la seva ampliació i la construcció de teatre IMAX, el qual seria el més gran del país.
- Metrópolis

És un centre comercial que originalment va ser construït per l'empresa Pedro Gómez i Cia. a Bogotà, Colòmbia.
És un dels més coneguts de la ciutat, aquest projecte va ser construït en la dècada de 1980 amb un concepte de ciutadella comercial integrat a la comunitat, aquest es va inaugurar el juliol de 1983
Està ubicat a la localitat de Barris Units a l'Avinguda (Carrera) 68 amb carrer 75 al nord-occident de Santafé de Bogotà
El centre comercial té una àrea total de 31.865 m², i àrea comercial de 22.900 m², 145 locals comercials, compte amb el Múltiplex de Cinema Colòmbia amb 6 sales de cinema, un parc d'atraccions mecàniques per als nens i àmplies zones verdes, bells jardins i plantes ornamentals
- Centre Comercial Hayuelos

A prop a l'aeroport internacional El Dorado, amb llum i naturalesa i 56.000 m² d'àrea comercial, amb 283 locals comercials que oscil·len entre 35 i 200 m², amb una altura de 4 i 4,5 m, amb fronts de façanes que oscil·len entre els 3 i 8 metros i 88 oficines amb àrees de 45 m² en mitjana i 100 aparcament privats. Té 2.600 aparcament i un Jardí interior amb vegetació exuberant i aigua
a més d'àmplies zones comunes i dues places de menjars|dinars.
- Centre Comercial Portal de la 80

Ubicat al nord-occident de Bogotà, al costat de l'estació del Portal de la 80 de Transmilenio. Compte amb 324 locals comercials que ofereixen una varietat de productes i serveis tals com sales de cinema, supermercat, plaçoleta de menjars per a 1200 amics amb varietat de restaurants, gelateries, parc de diversions, gimnàs, bingo, magatzems de roba per a tots els gusts, joieries, magatzems de calçat i articles en cuir, entitats financeres, agència de viatges, plagui de cafè i 1150 aparcaments per als nostres visitants.
- Centre Comercial Unicentro de Occidente

El Centre Comercial Unicentro de Occidente s'ha anat convertint en un Centre Cultural, Social i Esportiu, per mitjà del qual a través de les seves activitats es fa líder en satisfacció emocional. A través dels seus serveis ofereix confort i qualitat de vida als seus visitants. Unicentro de Occidente, guanyador a millor disseny arquitectònic a Brussel·les, és innovador al realitzar esdeveniments, exhibicions i activitats que difícilment no trobessin en cap altre centre comercial a la ciutat. Amb 153 locals comercials ofereix varietat de calçat, roba per a tota la família, esport i salut, diversió, entitats financeres, plaçoleta de menjars, entre d'altres.
Unicentro de Occidente ubicat al cor de la Ciutadella Colsubsidio, és la millor opció en entreteniment, diversió, disseny i cultura, per a tots.

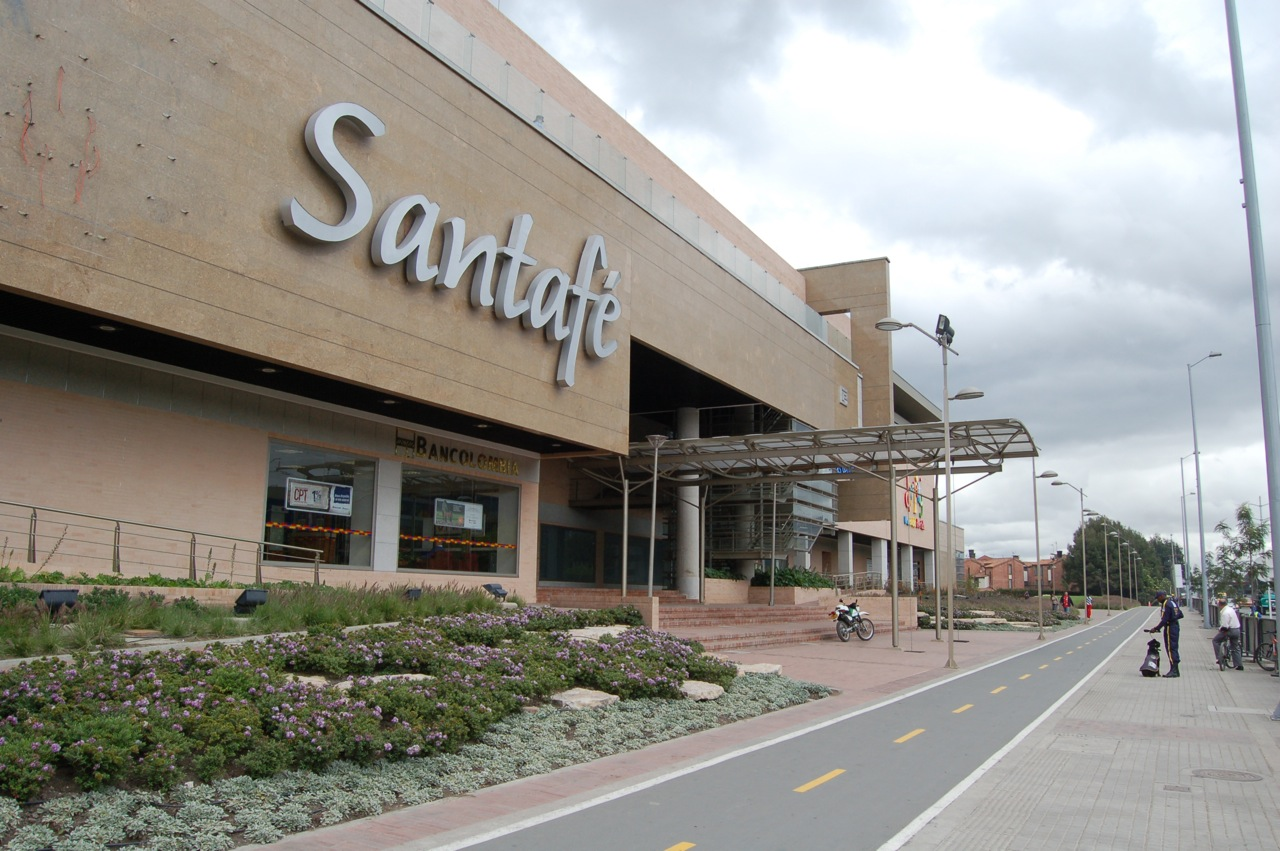
Centre Comercial Santafe, el més gran de Colòmbia

- Centre Comercial Hisenda Santa Barbara

Centre comercial que acull més de 320 locals. Es destaca la seva oferta de productes artesanals colombians i la presència de prestigioses cases de joieria, rellotgeria i argenteria. Compta amb establiments especialitzats en articles d'escriptori, cases de canvi, cristalleries i xocolateries. La rotonda de menjars|dinars ofereix varietat gastronòmica.
- Centre Comercial Andí

Compta amb 200 espaiosos locals que acullen botigues exclusives de roba informal i d'etiqueta de marques nacionals i estrangeres, magatzems de cuir i calçat, botigues de música, joieries de prestigi reconegut, un sector de menjars i cine, s'ubica en la Carrera 11 No. 82-71.
- Centre Comercial Atlantis Plaza

Posseeix elegants magatzems de grans dimensions, un sector de menjars|dinars a l'últim pis i sales de teatre. Al primer pis hi ha el Hard Rock Café. Tota l'estructura convergeix en una plaçoleta de cafè, postres i gelats que es troba en una de les zones més populoses de la ciutat i compte amb una arquitectura única en el seu estil.

## Vida Nocturna
La ciutat de Bogotà compta amb diverses zones de discoteques, bars i cafès. Dins d'aquestes es compten:
- La Macarena, ubicada en la rodalia al Centre de la ciutat, on hi ha bars freqüentats per universitaris.
- La tradicional Zona Rosa,Situada al nord de la ciutat, entre els carrers 79 i 85 i les carreres 11 i 15, a prop del Centre Comercial Andí. En les nits el sector es converteix en el lloc d'encontre|trobada, diversió i rumba més exclusiu de Bogotà. Les seves discoteques, bars i restaurants són llocs ideals per al ball, les tertúlies d'amics, les cites|citacions romàntiques o les reunions de negocis.

Hi ha locals comercials que ofereixen tota classe d'objectes decoratius, antiguitats, roba de marca i informal i bijuteria artesanal. Davant la sortida de l'aparcament del Centre Andí està la "Zona T", passatge per als vianants empedrat on hi ha restaurants, cafès, magatzems i joieries amb atractives vitrines i una galeria ambulant on es duen a terme exposicions de fotografia. En la Carrera següent està el carrer de la Moda o carrer del Sol, on els grans dissenyadors colombians tenen els seus magatzems.
- Usaquén, una de les localitats més al nord a la capital. Cap al costat oriental del Carrer Setè entre carrers 116 i 120, al mig de casalots republicans i vies per als vianants, es troben nombrosos bars, discoteques i cafès.
- La Calera, un municipi veí de Bogotà, reuneix nombroses discoteques visitades especialment durant la nit, aprofitant l'excel·lent vista, que es té sobre la capital.
- Otras zones de lleure ubicades al sud de la ciutat són l'Avinguda Primer de maig a l'altura de l'Avinguda Boyacá i el barri Restrepo. A més, està creixent una destacada zona de bars i discoteques en les proximitats del municipi veí de Chía.